# 가와카미 조타로
가와카미 조타로(河上 丈太郎, 1889년 1월 3일~1965년 12월 3일)는 10선 중의원 의원을 지낸 일본의 정치인이다.

## 생애
도쿄도 미나토구에서 목재상의 아들로 태어났다. 아버지 신타로는 조타로가 어릴 때 기독교를 믿게 되었는데 그 영향으로 조타로도 경건한 기독교도가 되었다. 5살 때부터 레이난자카 교회를 다녔다. 당시 교회 사정이 어려워 교회에 나오는 사람은 가와카미 부자를 포함해 4명뿐이었다고 한다. 조타로가 입학한 뒤에는 글자를 못 읽는 신타로를 대신해 구약성경을 읽어줬다. 훗날 신타로는 "훌륭한 정치가가 돼서 신과 사람들을 위해 정진하길 바란다"라는 유언을 남기고 죽었다.
릿쿄 중학교를 다니고 있을 때 사카이 도시히코와 고토쿠 슈스이가 『만조보』에 쓴 글을 읽고 감명받아 사회주의에 관심을 가지기 시작했다. 1908년 제일고등학교 영법과에 입학했다.
1915년 도쿄제국대학 법학부 정치학과를 졸업한 뒤 릿쿄 대학 교수가 되었다. 조선총독부로부터 자리를 제의받았지만 무단 통치에 혐오를 느껴 이를 거절했다. 나중엔 동료의 권유를 받아들여 간세이 가쿠인 대학으로 적을 옮겼다. 가가와 도요히코와 만난 것을 계기로 노동학교 강사로 근무하게 됐으며 이때부터 본격적으로 사회주의에 빠져들기 시작했다.

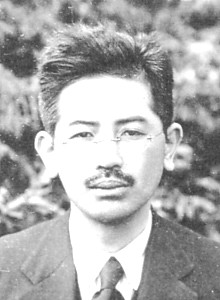
젊은 시절의 가와카미 조타로.

간세이 가쿠인 대학에서 근무하고 있던 1918년 편지만 주고받아 얼굴 한 번 본 적 없는 히라이와 스에코과 결혼하기로 했다. 스에코의 아버지 히라이와 요시야스는 일본 감리교회 감독이었는데 스에코의 갑작스런 결혼 소식에 화가 나서 반대했다. 스에코는 이틀을 지새며 요시야스를 설득했고 결국 허락을 받아냈다.
그런데 가와카미 역시 가족들에게 알리지 않고 결혼을 결심했기에 마찬가지로 신타로의 반대에 직면했다. 신타로는 교양 있는 여성에 대한 편견이 있었기에 반대했는데 점쟁이에게 물어본 결과 좋은 여성이라고 하자 결혼을 허락했다.
결혼식은 아오야마 가쿠인 대학의 대강당에서 하기로 했지만 조타로가 "인생은 작은 곳에서부터 출발해야 한다"라고 주장해 5평 정도 되는 해리스관에서 진행했다. 너무 좁아서 참석자들은 앉지도 못했다고 하며 결혼 반지를 준비하지 않았고 기념 사진 촬영도 하지 않았다.
처음으로 보통선거가 시행된 1928년 총선에 일본노농당의 공천을 받고 출마해 당선됐다. 당시 무산정당 소속으로 국회의원이 된 건 8명이었다. 1930년 총선에 출마했을 땐 낙마했지만 1932년 총선 때 재선 의원이 되었고 이후 공직 추방을 당했을 때를 제외하곤 죽을 때까지 의원직을 유지했다.
1932년 일본의 무산정당이 사회대중당으로 통일되자 가와카미도 사회대중당에 속하게 됐고 국가사회주의적 정책을 지지했다. 1940년 사이토 다카오가 반군 연설을 할 때 같은 사회대중당 소속인 아사누마 이네지루, 고노 미쓰 등과 함께 사이토의 의원직 제명에 찬동했다. 그 해에 사회대중당의 국가사회주의적 정책을 추진하던 아소 히사시가 죽자 가와카미는 대정익찬회의 총무가 되었다. 이를 이유로 가와카미는 전쟁에 협력한 자로 간주돼 공직 추방을 당했다.

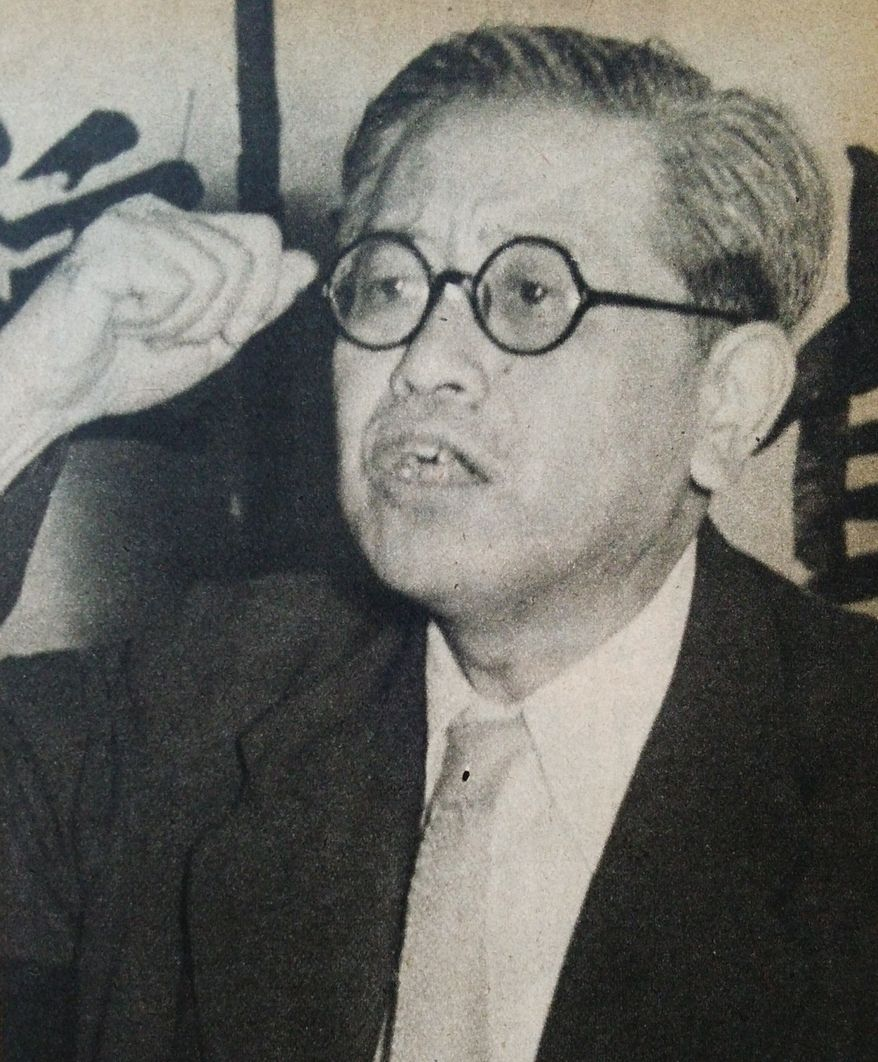
1952년 9월에 촬영한 사진.

1951년에 공직 추방이 해제되고 다음 해에 사회당 우파 위원장으로 추대됐다. 가와카미는 "위원장은 십자가다"라고 연설하여 십자가 위원장이란 별명이 생겼다. 국회에서 가와카미의 주도하에 기도회도 열렸는데 많은 기독교도 의원들이 참여했다.
그해에 진행된 총선에서 "내가 공직 추방을 당한 건 어떤 단체에 관여했기 때문이다. 나의 진심을 말하자면 원해서 그 단체에 참가한 것은 아니지만 변명은 하지 않겠다. 내가 전시에 취한 행동을 비판하고 싶다면 부디 선거로 엄정한 비판을 내려주길 바란다. 그리고 나를 용서해줄 사람은 내가 아니라 일본사회당이 전진하기 위해 협력해주길 바란다"라며 스스로의 전쟁 책임에 대해 사과했다. 해당 선거에 공직 추방을 당한 사람들이 많이 입후보했지만 전쟁 책임을 인정한 사람은 거의 없었다.

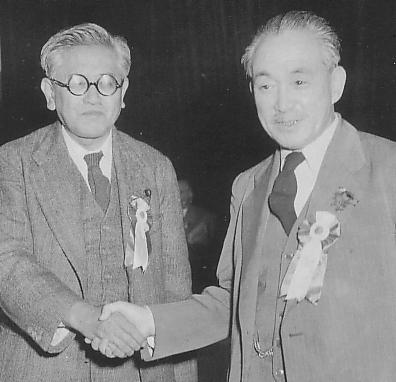
스즈키 모사부로(왼쪽)와 함께 찍은 사진(촬영 시점은 1950년경).

1955년 좌우파로 분열되어 있던 사회당이 통일된 뒤 위원장 자리를 사회당 좌파의 스즈키 모사부로에게 양보하고 가와카미는 고문이 되었다. 이후 가와카미는 평화 운동에 매진했는데 전시에 상공상을 역임한 기시 노부스케가 일본의 내각총리대신이 되자 기시에게 전쟁 책임을 인정할 것을 요구하기도 했다.
1960년 6월 17일 의원면회소에서 청원을 받고 있을 때 우익 인사로부터 왼쪽 어깨를 찔리는 사건이 발생했다. 같은 해 니시오 스에히로가 민주사회당을 결성하자 가와카미파 의원들 중 일부가 민사당으로 당적을 옮겼다. 그러자 일본노동조합총평의회 의장 오타 가오루가 가와카미에게 선거에 협력할 테니 가와카미파 의원들의 추가 이당을 막아달라고 요청하자 가와카미는 "우리는 득실을 위해 정치를 하는 게 아니다"라며 화를 냈다. 하지만 파벌 소속 의원의 추가 이탈을 막기 위해 그해 사회당 위원장 선거에 출마했다. 당시 선두는 스즈키파의 지원을 받는 아사누마였지만 가와카미도 예상외의 지지를 모았고 이에 파벌내 의원들의 동요를 막고 추가 이탈을 막을 수 있었다. 이 선거에서 결국 가와카미는 아사누마에게 패배했지만 아사누마 이네지로 암살 사건으로 위원장직이 다시 공석이 되었고 다음 해 선거에서 가와카미가 위원장이 되었다.
1963년 총선 때 유세를 하다가 병이 악화되었고 1965년 1월에는 과로로 쓰러졌다. 가와카미는 "지위에 연연하는 정치가라는 혹평을 받고 싶지 않다"라며 위원장직에서 물러났다. 그리고 그 해 12월 3일 병원에서 한시도 떼어놓지 않던 성경을 머리맡에 둔 채 사망했다. 사인은 거미막밑출혈이었으며 향년 76세였다. 가와카미의 추도문을 읽은 건 가야 오키노리였는데 그는 고등학교 때부터 가와카미와 친구 사이였다.

## 가족 관계
장남은 가와카미 다미오인데 7선 중의원 의원을 지낸 후 정계를 은퇴하고 도카이 대학과 세이가쿠인 대학에서 교편을 잡았다. 이후 2012년에 향년 87세로 사망했다.

## 역대 선거 기록
|  | 0% |

|  | 0% |

|  | 0% |

|  | 0% |

|  | 0% |

|  | 27.2% |

|  | 33.3% |

|  | 26.8% |

|  | 17.7% |

|  | 20.5% |

|  | 25.1% |

## 참고 문헌
- 河上前委員長記念出版委員会編『河上丈太郎　十字架委員長の人と生涯』日本社会党、1966年。
- 田村祐造『戦後社会党の担い手たち』日本評論社、1984年。
- 高橋勉『社会党河上派の軌跡』三一書房、1996年。ISBN 4380963004
- 「高見澤潤子笛吹けどおどらず―河上丈太郎」『永遠のあしおと―真実な神に出会った人たち』主婦の友社、1976年、217－236頁。